# Greenwich Village

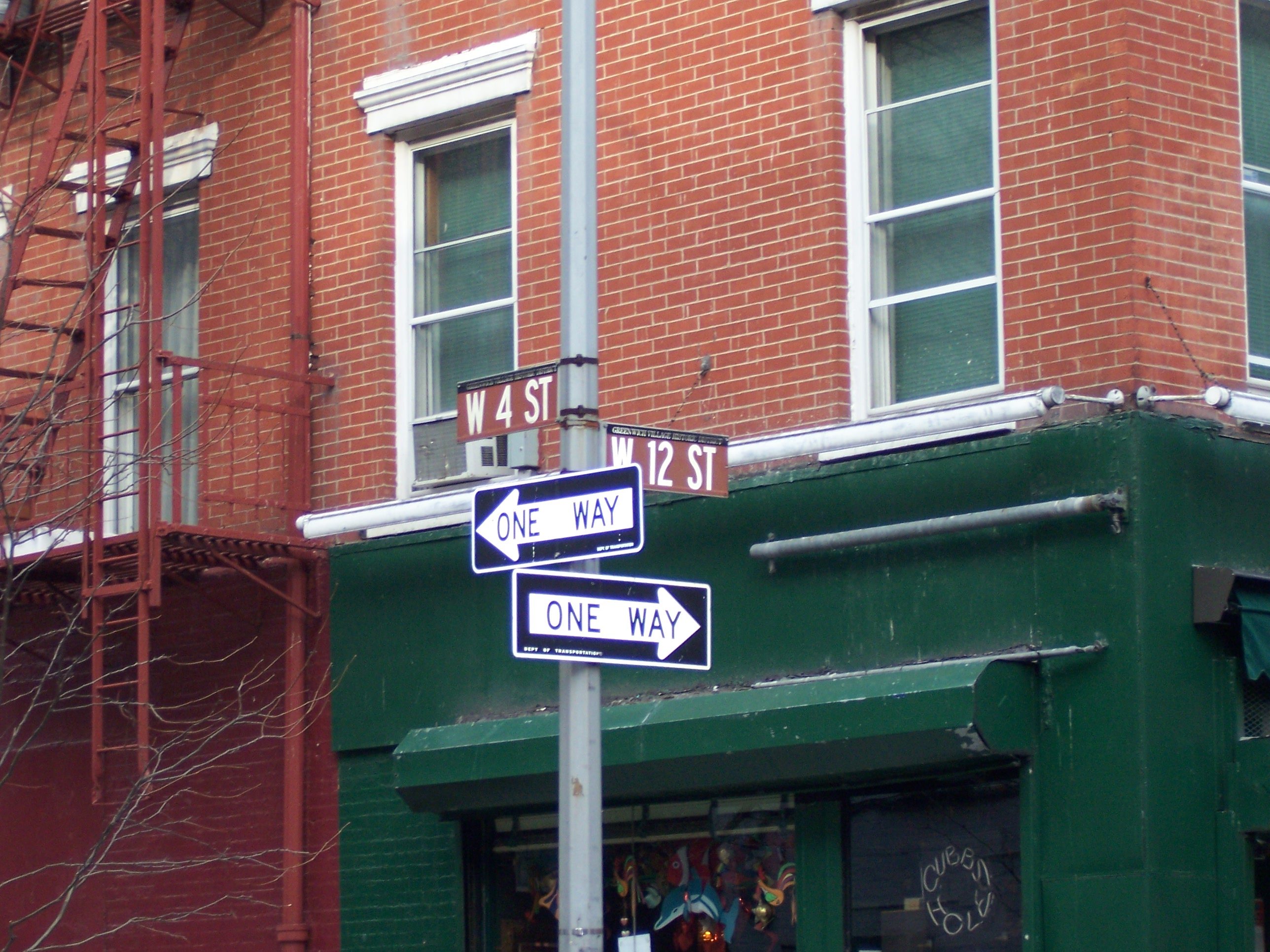
intersecție în cartierul Greenwich Village

Greenwich Village, sau simplu the Village, este un cartier din Manhattan, New York City.
Greenwich Village a fost cunoscut în ultimele 5-6 decenii ca un „rai” al artiștilor americani, ca o capitală boemă a mișcării LGBT, ca locul de naștere al mișcărilor generației Beat și a contraculturii anilor 1960.
Groenwijck, unul din numele satului din neerlandeză, care înseamnă Districtul Verde, a fost anglizat ca Greenwich.

## Istoric
Este numit după Greenwich, Londra. În secolul al XVI-lea nativii americani îi spuneau Sapokanikan ("câmpul de tutun"). În anii 1630 zona a fost cucerită de olandezi, care l-au numit Noortwyck. În 1664 englezii cuceresc așezarea New Amsterdam (actualul New York City), iar Greenwich Village va fi administrat separat de Manhattan. Este menționat în documente pentru prima oară în 1713, sub numele de Grin'wich. În 1822, în urma unei epidemii în New York, mulți rezidenți au migrat aici. 

## Locuitori notabili
Printre locuitorii cartierului s-au numărat muzicienii Jimi Hendrix, Bob Dylan și Simon and Garfunkel, actrița Uma Thurman, scriitorul Edward Estlin Cummings, Henry Miller, Eva Kotchever și fiica președintelui George W. Bush, Barbara Pierce Bush.